# Marcello Malpighi
Marcello Martillion Malpighi (Crevalcore, Bolonia, Italia, 10 de marzo de 1628-Roma, Lacio, 30 de noviembre de 1694) fue un anatomista y biólogo, considerado el Padre de la Histología.

## Biografía

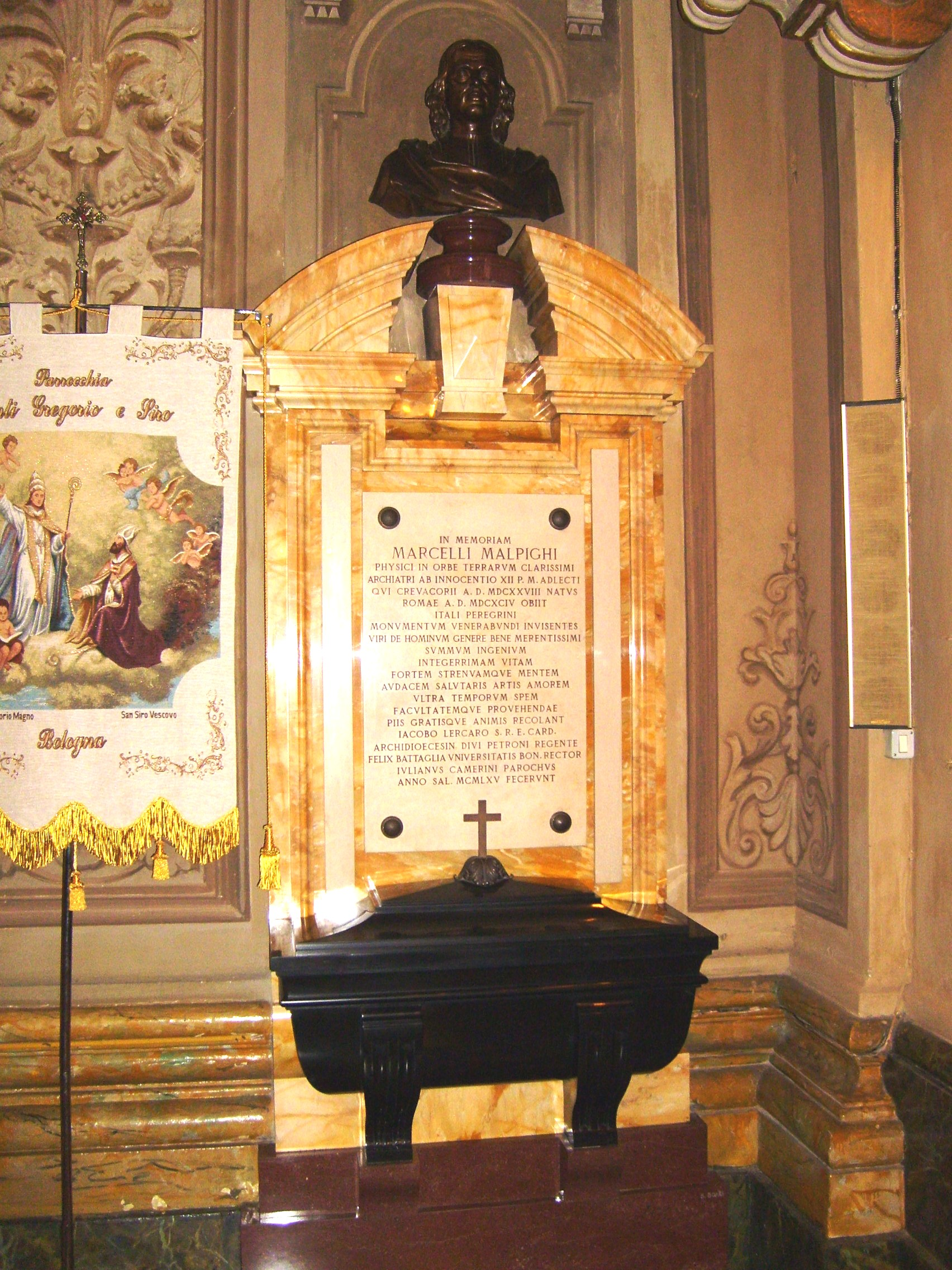
Tumba de Malpighi, en Bologna.

Al mejorar la tecnología para construir microscopios cada vez más potentes, los científicos lograron diferenciar la estructura interna de la célula.
Comenzó sus estudios de medicina en la Universidad de Bolonia en 1649. Entró en la universidad a los 17 años, que después abandonó por dos años por causas familiares y luego volvió a retomar. En 1653, a la edad de 25 años, obtuvo el doctorado en medicina y filosofía. En 1656 ejerció como profesor auxiliar de anatomía en la misma universidad. Al poco tiempo se trasladó a la Universidad de Pisa como profesor de medicina teórica. Comenzó su amistad con Giovanni Alfonso Borelli, matemático, naturalista y partidario prominente de la Academia del Cimento, una de las primeras sociedades científicas del mundo. En Pisa permaneció durante cuatro años, tras los cuales regresó a Bolonia, donde de nuevo ejerció como profesor de medicina y se dedicó a la enseñanza de la medicina práctica.
En 1661 él identificó y describió la red pulmonar y capilar de conexión de pequeñas arterias con las venas pequeñas, uno de los descubrimientos más importantes en la historia de la ciencia.
En 1662 viajó a Mesina, donde fue titular de la cátedra de prima medicina. Cuatro años después regresó a su primitiva universidad, en la cual permaneció durante los veinticinco años siguientes y finalmente en 1691 viaja a Roma al ser nombrado médico del papa Inocencio XII. Murió tres años después, en el Palacio del Quirinal.

## Su obra
Es considerado el fundador de la histología (ciencia que estudia los tejidos orgánicos y biológicos), por lo que también lo llaman el Padre de la Histología. Tenía una gran capacidad de observación, estudios de plantas, insectos, tejidos animales, embriones y órganos humanos al microscopio. Fue el primero en descubrir los capilares mediante un microscopio con lentes convexos, descubriendo unas estructuras en forma de tubos o canales.[cita requerida]
Investigó el papel de las papilas linguales y cutáneas en la fisiología del gusto y del tacto, respectivamente, y la capa más profunda de la piel, que lleva su nombre (Epístolas anatómicas, 1662).[cita requerida]
Entre 1665 y 1666 estudió la estructura del riñón, el hígado y el bazo, y describió minuciosamente el ovillo glomerular y los folículos esplénicos que llevan su nombre. Estos trabajos fueron recogidos con el título De viscerum estructura: exercitatio anatómica, en 1669.[cita requerida]
Su principal aporte fue la observación de los capilares, comunicaciones arterio-venosas del pulmón y ramificaciones bronquiales, recogida en su obra De Pulmonibus (1661).[cita requerida]
En embriología, y gracias al uso del microscopio, Malpighi fue el primero en presentar una evidencia visible de la constitución detallada de un embrión en etapas tempranas del desarrollo. Interpretó sus observaciones como una prueba a favor del preformacionismo.[cita requerida]
También se dedicó al estudio minucioso de los insectos. Sobresalen sus descripciones del gusano de seda, pues describió el aparato para secretar la seda y el órgano ovipositor (Diss. Epit. De Bombice, 1668).[cita requerida]
En el campo de la microscopía vegetal, despuntó por lo esmerado y exacto de sus ilustraciones, descubriendo estomas, capilares y flores. Están recopilados en su obra Anatomía Plantarum (1675-1679).[cita requerida]
La mayor parte de su obra está redactada en latín, como era la costumbre de esos años. Desde 1667, mantuvo una estrecha relación con la Royal Society de Londres, institución a la que poco antes de morir envió toda su labor científica, cartas y debates.[cita requerida]

Opera omnia, 1687

En 1656 fue invitado por Fernando II para ocupar la cátedra de medicina teórica de la Universidad de Pisa; fue este el primero de sus numerosos traslados, gracias al cual conoció a su futuro amigo y estrecho colaborador Giovanni Alfonso Borelli.[cita requerida]
Considerado el padre de la anatomía microscópica, entre sus muchos descubrimientos y observaciones cabe citar el de la circulación capilar, las papilas gustativas y los glóbulos rojos (que inicialmente confundió con células grasas y luego consideró responsables del color de la sangre; los observó cerca de 1665, algunos años después de que lo hiciera Jan Swammerdam (1658) y antes de que en 1674 Antonie van Leeuwenhoek diera la primera descripción detallada y reconocible). Sus descubrimientos le indujeron a postular la naturaleza glandular del cuerpo humano, antecedente de la posterior teoría celular.[cita requerida]
En 1669 se convirtió en el primer italiano miembro de la Royal Society. También en 1669 realizó su histórico estudio embriológico, el primero en su clase, sobre la estructura y el desarrollo del gusano de seda. Agobiado por la envidia de muchos de sus colegas, en 1684 su casa en Bolonia fue incendiada; en compensación, el papa Inocencio XII le nombró su médico personal y lo acogió en Roma con todos los honores.[cita requerida]

## Algunas publicaciones
- Opera omnia, seu Thesaurus locupletissimus botanico-medico-anatomicus, viginti quatuor tractatus complectens et in duos tomos distributus, quorum tractatuum seriem videre est dedicatione absolutâ 2 v. Scott & Wells, Londres 1686, reimpreso: Olms, Hildesheim & New York 1975, ISBN 3-487-05639-9.Marcello Malpighi, Opera omnia

Marcello Malpighi, Opera omnia

- Anatome Plantarum, dos v. de 1675 y 1679, exhaustivo estudio de botánica publicado por la Royal Society
- De viscerum structura exercitatio. 1666.
- De pulmonis epistolae. 1661.
- De polypo cordis, 1666.
- Dissertatio epistolica de formatione pulli in ovo, 1673
- Dissertatio epistolica de bombyce, societati regiae, Londini ad scientam naturalem promovendam institutae, dicata. Martin & Allestry, Londres 1669.
- Digitalisat Opera posthuma, figuris aeneis illustrata. Quibus praefixa est ejusdem vita à seipso scripta. Churchill, Londres 1697.

## Honores
- El orden botánico Malpighiales se deriva de su nombre, al igual que el género Malpighia (perteneciente a la familia Malpighiaceae, de plantas florales tropicales y subtropicales), que fue bautizado por Carlos Linneo en su honor.
- (Malpighiaceae) ciervo <>Plum. ex L.[3]
- El asteroide (11121) Malpighi lleva este nombre en su memoria.[4]